# Телескопічний боєприпас

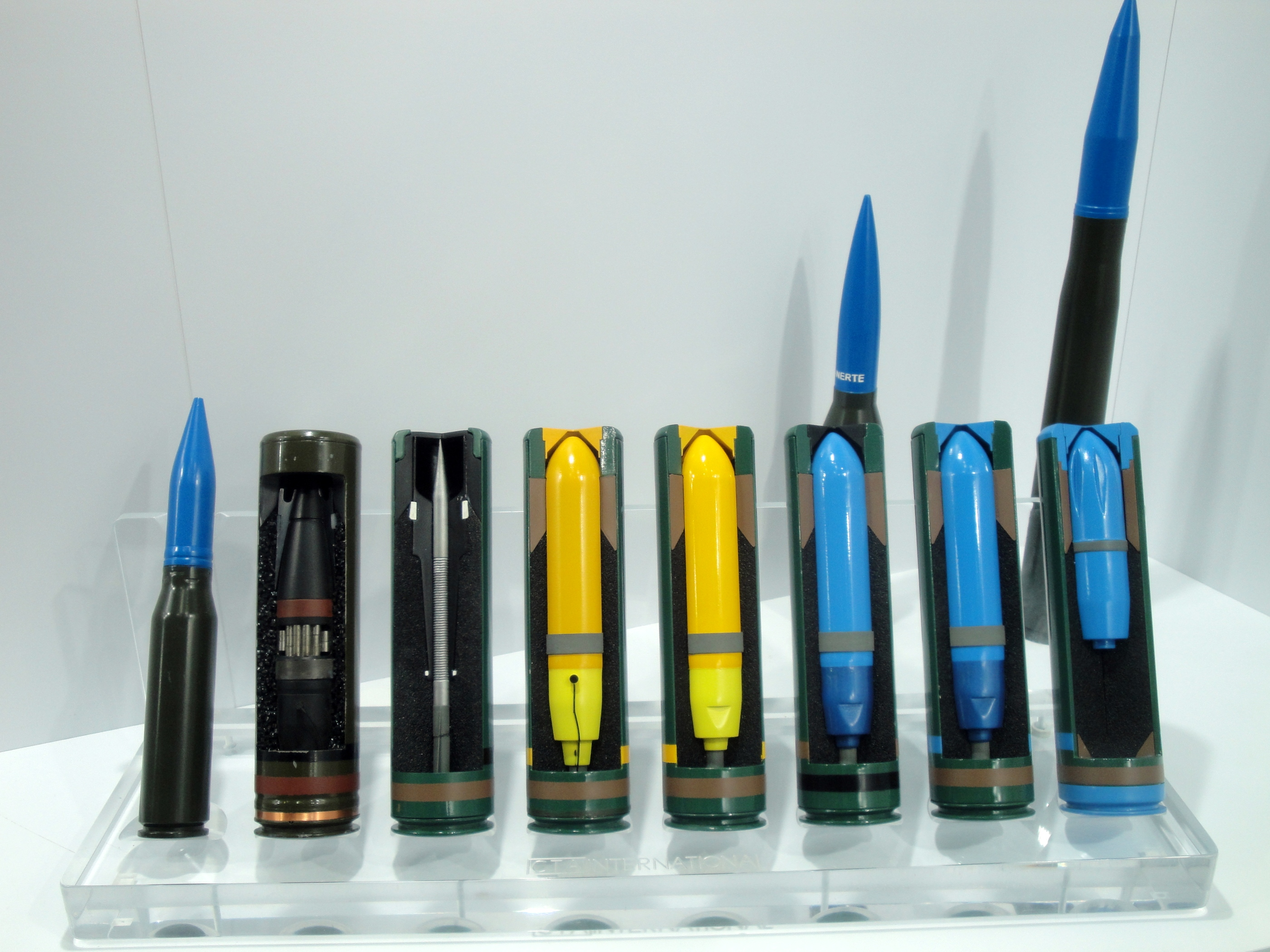
40mm телескопічний боєприпас

Телескопічний боєприпас є боєприпасом у якому снаряд частково або повністю вкритий метальним зарядом. Прикладами може слугувати зброя для двох рук і артилерія.  Деякі телескопічні боєприпаси так не мають гільз.  Гільзовий телескопічний боєприпас для легкого кулемета LSAT досягнув 7 технологічного рівня готовності.
У серпні 2013 AAI Corporation отримала контракт на 2,05 млн. дол США для продовження розробки частин програми LSAT.  Частина контракту для поліпшення результативності телескопічного гільзового боєприпасу 5.56×45mm NATO, а інша на телескопічний гільзовий набій 7.62×51mm NATO.
Телескопічні боєприпаси мають низку переваг у порівнянні зі звичайними боеприпасами. Телескопічні боєприпаси мають меншу довжину  при тій самій балістиці, що звичайні боєприпаси. Також телескопічні боєприпаси мають менший ризик пошкодження при заряджанні.
Приклади телескопічних боєприпасів :